# Tama (Tokyo)
Pour les articles homonymes, voir Tama.
Tama (多摩市, Tama-shi) est une ville de la métropole de Tokyo au Japon.

## Géographie

### Situation
Tama est située dans les collines de Tama, dans le centre de la métropole de Tokyo.

### Municipalités limitrophes
| Hino     | Fuchū   | Fuchū    |
| Hachiōji | Tama    | Inagi    |
| Hachiōji | Machida | Kawasaki |

### Démographie
En mars 2021, la population était de 148 285 habitants, répartis sur une superficie de 21,01 km2.

### Hydrographie
La ville est bordée par le fleuve Tama au nord.

## Histoire
Le village de Tama est fondé le 1er avril 1889, par la fusion de dix villages dans le district de Minamitama. Il obtient le statut de bourg le 1er avril 1964 et de ville le 1er novembre 1971.
Les nouveaux quartiers de Tama New Town sont construits à partir de 1966 dans la haute vallée du fleuve Tama.

## Culture locale et patrimoine
- Les Treize bouddhas de Tama
- Le parc à thème Sanrio Puroland, sur le thème des créations de Sanrio (Hello Kitty, Little Twin Stars…).

C'est à Tama que se passent Pompoko et Si tu tends l'oreille, deux films d'animation japonais, respectivement d'Isao Takahata et de Yoshifumi Kondō, tous deux produits par le studio Ghibli.

## Transports
La ville de Tama est desservie par la ligne Keiō, la ligne Keiō Sagamihara, la ligne Odakyū Tama et par le monorail Tama Toshi. La gare de Tama-Center est la principale gare de la ville.

## Urbanisme
Tama comprend deux gratte-ciel dont le plus haut est la Brillia Tower Seiseki Sakuragaoka Blooming Residence haute de 113 m achevée en 2022  .